# Matacoto (distrito)
Distrito peruano de Matacoto é um dos oito distritos da Província de Yungay, situcada no Ancash, pertenecente a Região de Ucayali, Peru.

## Transporte
O distrito de Matacoto não é servido pelo sistema de estradas terrestres do Peru.